# Blythe Danner

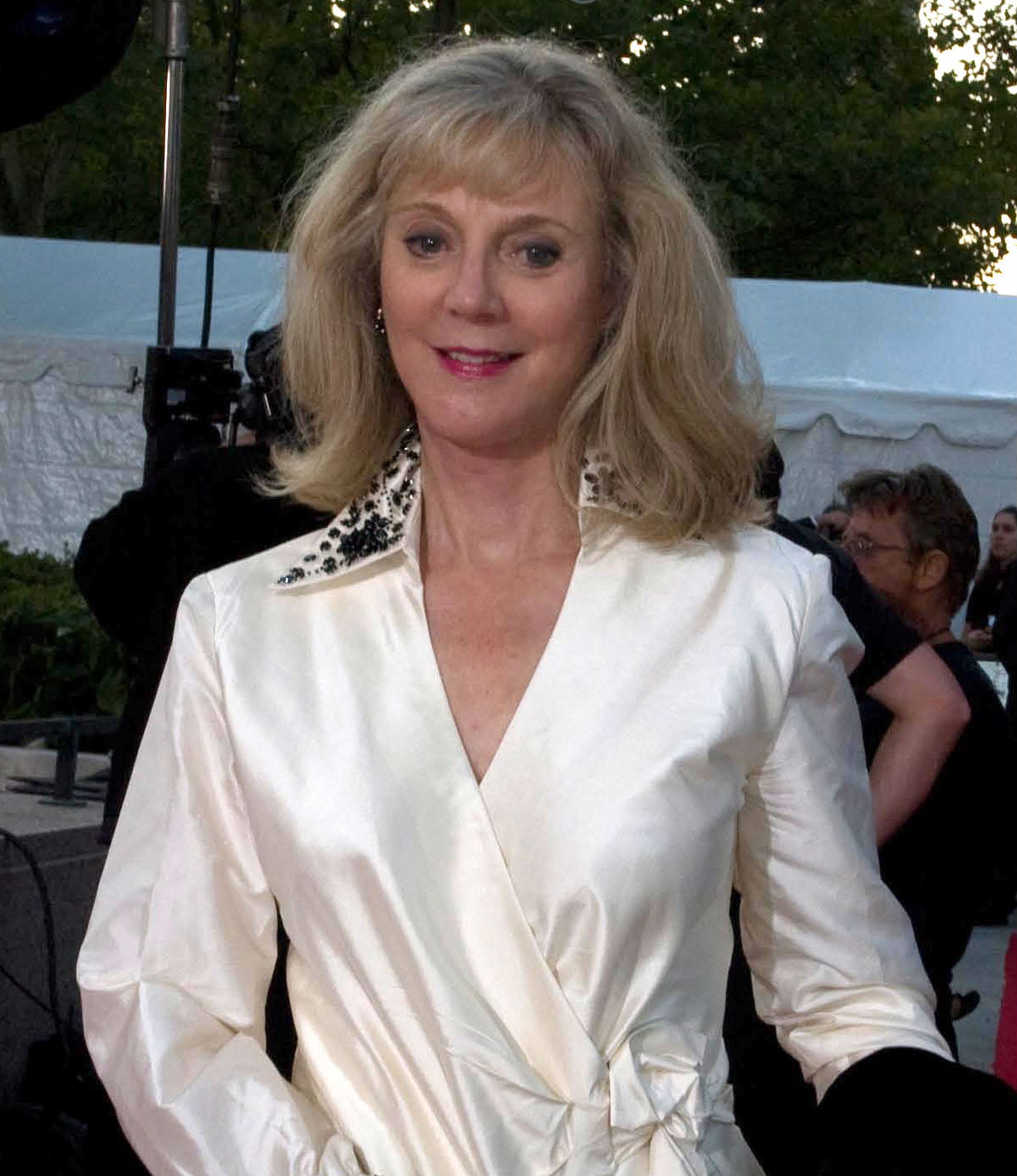
Blythe Danner bei der Eröffnung der Metropolitan Opera, 22. September 2008

Blythe Katherine Danner (* 3. Februar 1943 in Philadelphia, Pennsylvania) ist eine US-amerikanische Schauspielerin.

## Leben
Blythe Danner ging auf die George School in Newtown, Pennsylvania. Im Jahr 1965 studierte sie am Bard College und begann ihre Karriere in Boston am Theater. Mit 25 Jahren gewann Blythe einen Theatre World Award für ihre Theaterrolle in Molières Der Geizige im Lincoln Center. 1970 erhielt sie einen Tony Award für ihre Rolle in dem Stück Butterflies are Free von Leonard Gershe. Bekannt wurde sie durch Filme wie 1974 Aus Liebe zu Molly, 1976 Futureworld – Das Land von Übermorgen und 1980 Der große Santini an der Seite von Robert Duvall.
Von 1969 bis zu seinem Tod 2002 war sie mit dem Film- und Fernsehproduzenten Bruce Paltrow verheiratet. Am 27. September 1972 wurde ihre Tochter, die Schauspielerin Gwyneth Paltrow, und am 26. September 1975 ihr Sohn, der Filmregisseur Jake Paltrow, geboren. Sie ist außerdem die Tante der Schauspielerin Katherine Moennig.

## Filmografie (Auswahl)
- 1972: Columbo: Etüde in Schwarz (Etude in Black, Fernsehreihe)
- 1972: Doberkiller (To Kill a Clown)
- 1973: In Sachen Adam und Amanda (Adam’s Rib, Fernsehserie, 13 Folgen)
- 1974: Sie können’s nicht lassen (Sidekick)
- 1974: Aus Liebe zu Molly (Lovin’ Molly)
- 1976: M*A*S*H (Fernsehserie, Folge 4x23)
- 1976: Futureworld – Das Land von Übermorgen (Futureworld)
- 1977: Was geschah am Little Big Horn? (The Court-Martial of George Armstrong Custer )
- 1978: Nacht für Nacht (Are You in the House Alone?)
- 1980: Der große Santini (The Great Santini)
- 1983: Herzen im Aufruhr (Man, Woman and Child)
- 1985: Die vielen Tode der Louise Jamison (Guilty Conscience)
- 1988: Eine andere Frau (Another Woman)
- 1988–1989: Die Tattingers (The Tattingers, Fernsehserie, 14 Folgen)
- 1990: Alice (Alice)
- 1990: Mr. & Mrs. Bridge
- 1991: Die Schmach des Vergessens (Never Forget)
- 1991: Herr der Gezeiten (The Prince of Tides)
- 1992: Mut zur Liebe (Getting up and going home)
- 1992: Das Gift des Zweifels (Cruel Doubt)
- 1992: Ehemänner und Ehefrauen (Husbands and Wives)
- 1995: To Wong Foo, thanks for Everything, Julie Newmar
- 1997: Mad City
- 1998: Wunsch & Wirklichkeit (The Proposition)
- 1998: Akte X – Der Film (The X Files)
- 1998: Auch mehr ist nie genug (No looking back)
- 1999: Der Liebesbrief (The Love Letter)
- 1999: Auf die stürmische Art (Forces of Nature)
- 2000: Meine Braut, ihr Vater und ich (Meet the Parents)
- 2001: The Invisible Circus
- 2001–2006: Will & Grace (Fernsehserie, 11 Folgen)
- 2003: Sylvia
- 2004: Meine Frau, ihre Schwiegereltern und ich (Meet the Fockers)
- 2004–2006: Huff – Reif für die Couch (Huff, Fernsehserie, 26 Folgen)
- 2006: Der letzte Kuss (The Last Kiss)
- 2008: Eine für 4 – Unterwegs in Sachen Liebe (The Sisterhood of the Traveling Pants 2)
- 2010: Meine Frau, unsere Kinder und ich (Little Fockers)
- 2010: Waiting for Forever
- 2011: Paul – Ein Alien auf der Flucht (Paul)
- 2011: Detachment
- 2011: Der perfekte Ex (What’s Your Number?)
- 2011–2012: Up All Night (Fernsehserie, 3 Folgen)
- 2012: Hello I Must Be Going
- 2012: The Lucky One – Für immer der Deine (The Lucky One)
- 2014: Murder of a Cat
- 2015: Tumbledown
- 2015: Für die zweite Liebe ist es nie zu spät (I’ll See You in My Dreams)
- 2018: Herzen schlagen laut (Hearts Beat Loud)
- 2018: Patrick Melrose (Fernsehserie, 2 Folgen)
- 2019: Strange But True
- 2023: Küssen und andere lebenswichtige Dinge (Happiness for Beginners)